# Щербаневская сельская община
Щербаневская сельская община (укр. Щербанівська сільська громада) — территориальная община в Полтавском районе Полтавской области Украины. Административный центр — село Щербани.
Образована 7 июля 2017 путем объединения Тростянецкого и Щербановского сельских советов Полтавского района Полтавской области.

## Населенные пункты
В состав общины входят 15 сел: Буланово, Великий Тростянец, Высшие Ольшаны, Гора, Горбаневка, Квитковое, Малый Тростянец, Нижние Ольшаны, Нижние Млыны, Пожарная Балка, Рассошенцы, Сапожино, Тютюнники, Шмыгли и Щербани.